# Rżąka

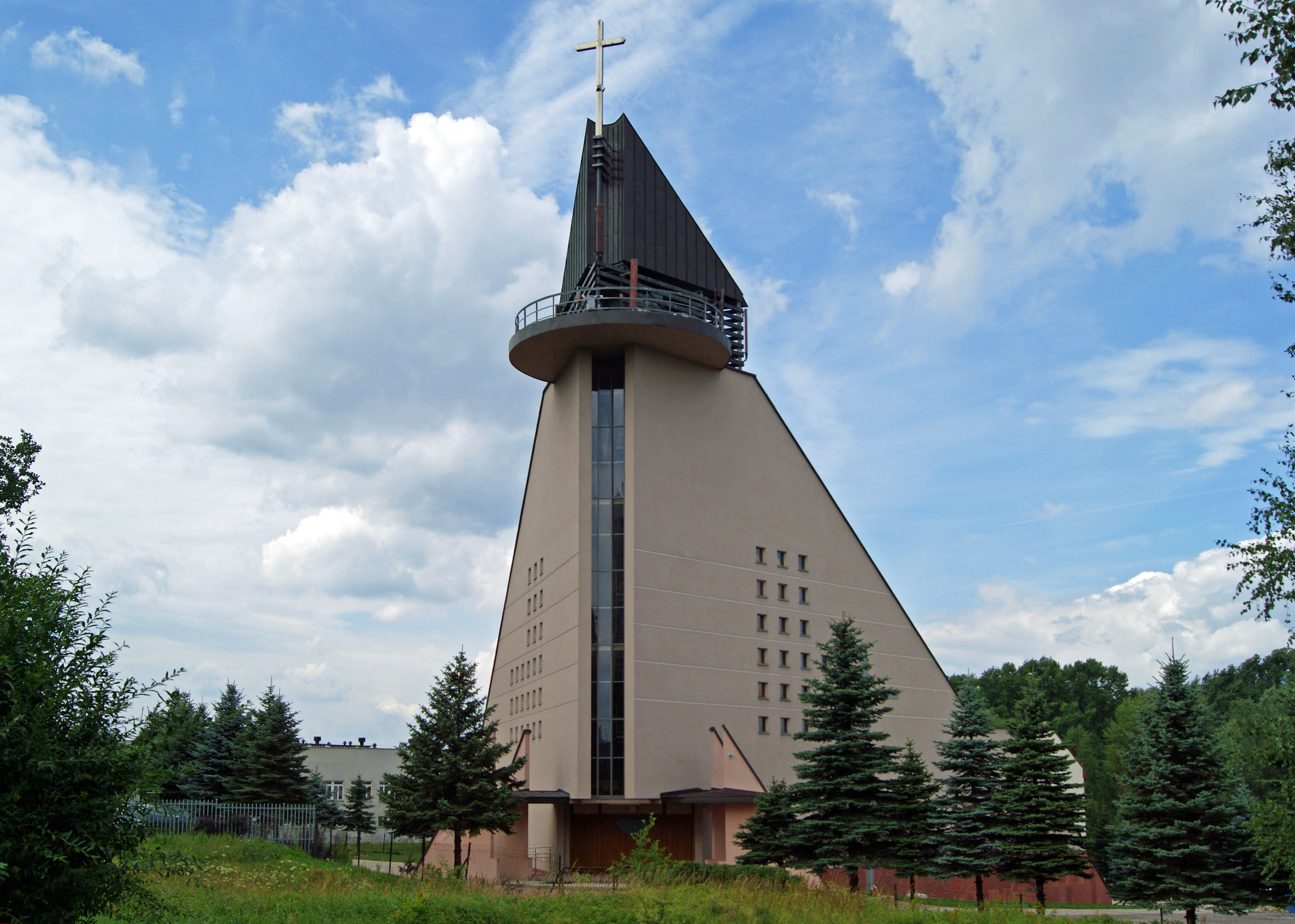
Kościół Nawiedzenia Najświętszej Maryi Panny

Rżąka – obszar Krakowa, wchodzi w skład Dzielnicy XII Bieżanów-Prokocim, uprzednio Dzielnica Podgórze. Rżąka graniczy z Prokocimiem, Bieżanowem (os. Zielone Wzgórze), Piaskami Nowymi, Piaskami Wielkimi oraz Wieliczką.
Wieś położona w końcu XVI wieku w powiecie szczyrzyckim województwa krakowskiego była własnością klasztoru kanoników regularnych Świętego Ducha w Krakowie.

## Położenie geograficzne
Rżąka leży w bezpośrednim sąsiedztwie punktu przecięcia 50 równoleżnika N i 20 południka E, na wysokości 230–240 m n.p.m.

## Komunikacja
Na terenie osiedla znajduje się jeden z największych węzłów drogowych w Polsce – skrzyżowanie południowego obejścia Krakowa z ulicą Wielicką i szosą w kierunku Wieliczki, Tarnowa, Rzeszowa (droga krajowa nr 4, trasa E40 na Ukrainę). Na Rżące znajduje się pętla autobusowa linii 125 i 144, na pobliskim przystanku Jerzmanowskiego zatrzymują się autobusy miejskie linii 133, 204, 224, 244, 301, 304, 503 oraz busy i autobusy PKS, a na przystanku Miejskie Centrum Opieki autobusy linii 513.

## Edukacja
Od 1995 roku na osiedlu działa Szkoła Podstawowa nr 157. W roku 1999 wraz z reformą oświaty w tym samym budynku działalność rozpoczęło Gimnazjum nr 33, którego patronem 22 czerwca 2004 roku został Ignacy Jan Paderewski. Z dniem 1 września 2004 roku Szkoła Podstawowa nr 157 oraz Gimnazjum nr 33 zostały połączone w Zespół Szkół Ogólnokształcących nr 15 im. Ignacego Jana Paderewskiego.
W związku z reformą szkolnictwa z 2017 roku przewidującą m.in. likwidację gimnazjów, Zespół Szkół Ogólnokształcących nr 15 został przekształcony w Szkołę Podstawową nr 157, zaś Gimnazjum nr 33 przestało formalnie istnieć. Jego uczniowie stali się uczniami oddziałów gimnazjalnych w Szkole Podstawowej. 2 stycznia 2018 roku w nowo dobudowanym pawilonie przedszkolnym działalność rozpoczęły oddziały przedszkolne.
1 września 2018 roku oddziały przedszkolne staną się samodzielnym Przedszkolem Samorządowym nr 42, które wraz ze Szkołą Podstawową nr 157 wejdzie w skład Zespołu Szkolno-Przedszkolnego nr 10 w Krakowie.

## Podział
Osiedle dzieli się na Starą Rżąkę (tworzą ją domy jednorodzinne) oraz Rżakę właściwą czyli osiedle powstające od lat 80. po dziś dzień. Większość bloków znajduje się przy ul. Ludwika Rydygiera, kilka również przy ul. Alberta Schweitzera, Jana XXIII. Pozostałe ulice: Rafała Czerwiakowskiego, kard. Stefana Wyszyńskiego. Z kolei domy Starej Rżąki stoją przy ul. Kosocickiej, Wielickiej, Słona Woda oraz Obronnej (domy te należą do parafii Rżąka, jednak granica między Rżąką a Piaskami jest trudna do ustalenia).

## Przyroda
Na zachód od osiedla znajdują się rozległe, pofałdowane tereny łąk. Pełnią funkcje rekreacyjne, są także terenem szczątkowego wypasu bydła oraz upraw. Obrzeża łąk, od str. Prokocimia, porastają niewielkie kompleksy leśne z przewagą brzozy. Na krańcu zachodnim, blisko akademików Collegium Medicum UJ i os. Piaski Nowe znajduje się niewielki lasek oraz staw (jedna z niewielu kiedyś istniejących ostoi żab w tym rejonie), zaś na południe od stawu – tereny podmokłe. Łąki pokryte są gęstą siecią ścieżek, a przez środek wiedzie ostatnio dość często uczęszczana droga gruntowa.

## Historia
Pierwsze wzmianki o Rżące pochodzą z 1405 r. Była ona wtedy własnością Jadwigi z Melsztyńskich Pileckiej, chrzestnej Władysława Jagiełły. Od XIV do XVIII w. należała do zakonu Duchaków. W 1941 r. Rżąka weszła w skład Krakowa.
Od XV w. wieś znajdowała się w obrębie parafii św. Jakuba (Kazimierz), a od XIX w. – parafii w Bieżanowie. Obecna rżącka parafia powstała w 1993 r.
W latach 1874–1880 w rejonie obecnej Biblioteki CM UJ wzniesiono fort Prokocim. Podczas I wojny światowej w rejonie Rżąki i Kaimu trwały walki pomiędzy Austriakami a Rosjanami.

## Galeria

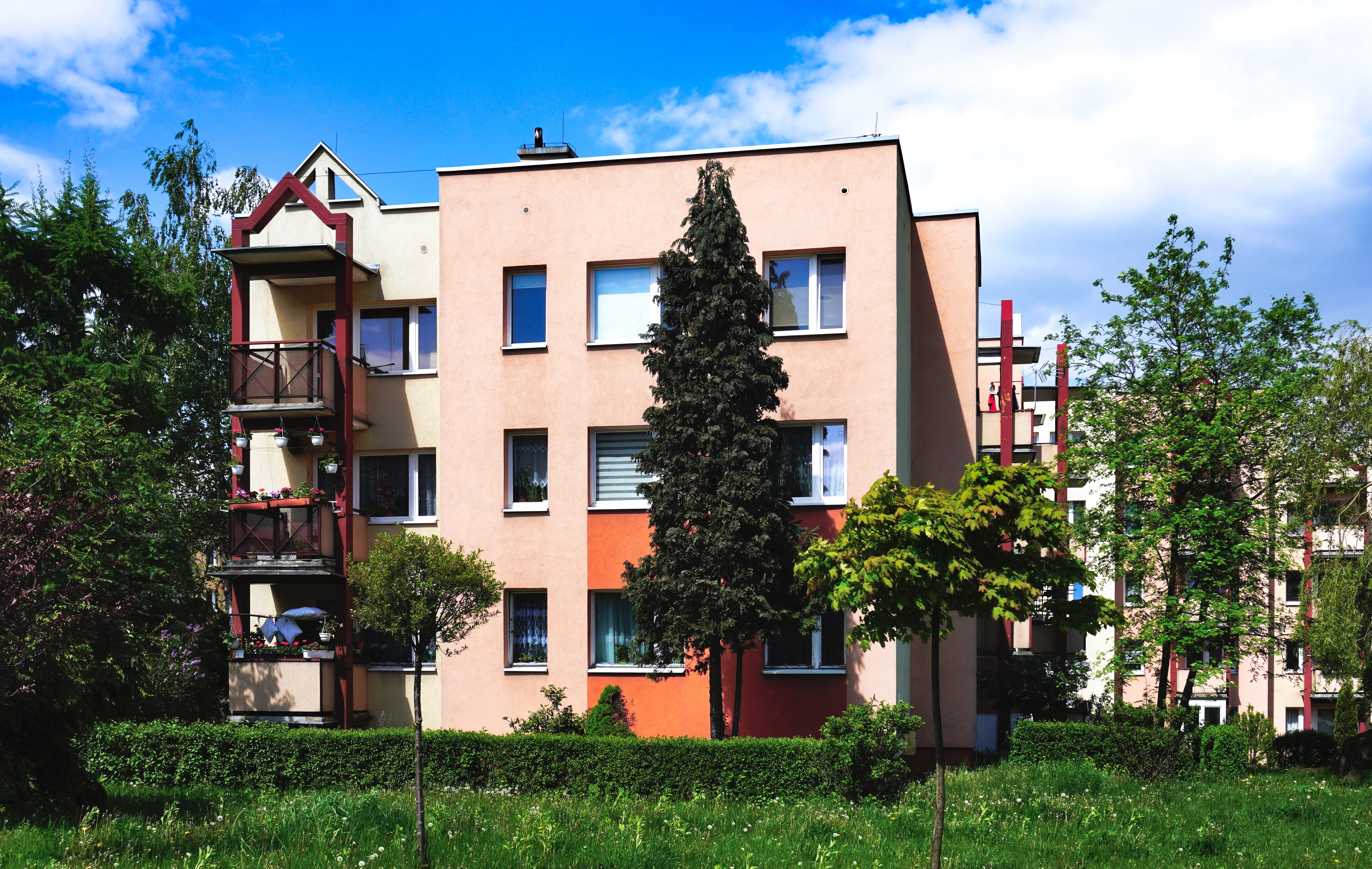
Wnętrze osiedla, blok przy ul. Rydygiera 9
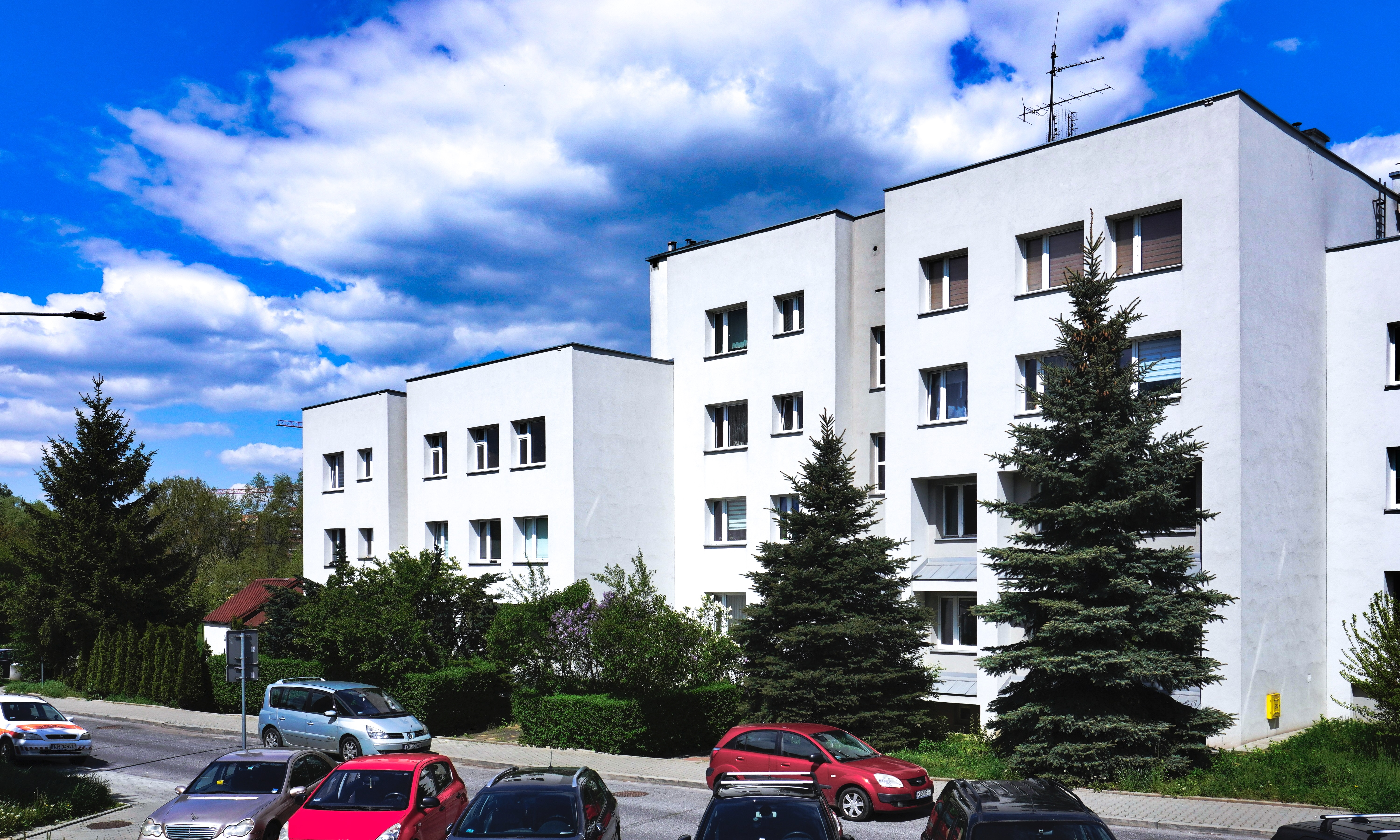
Wnętrze osiedla, blok przy ul. Schweitzera 1
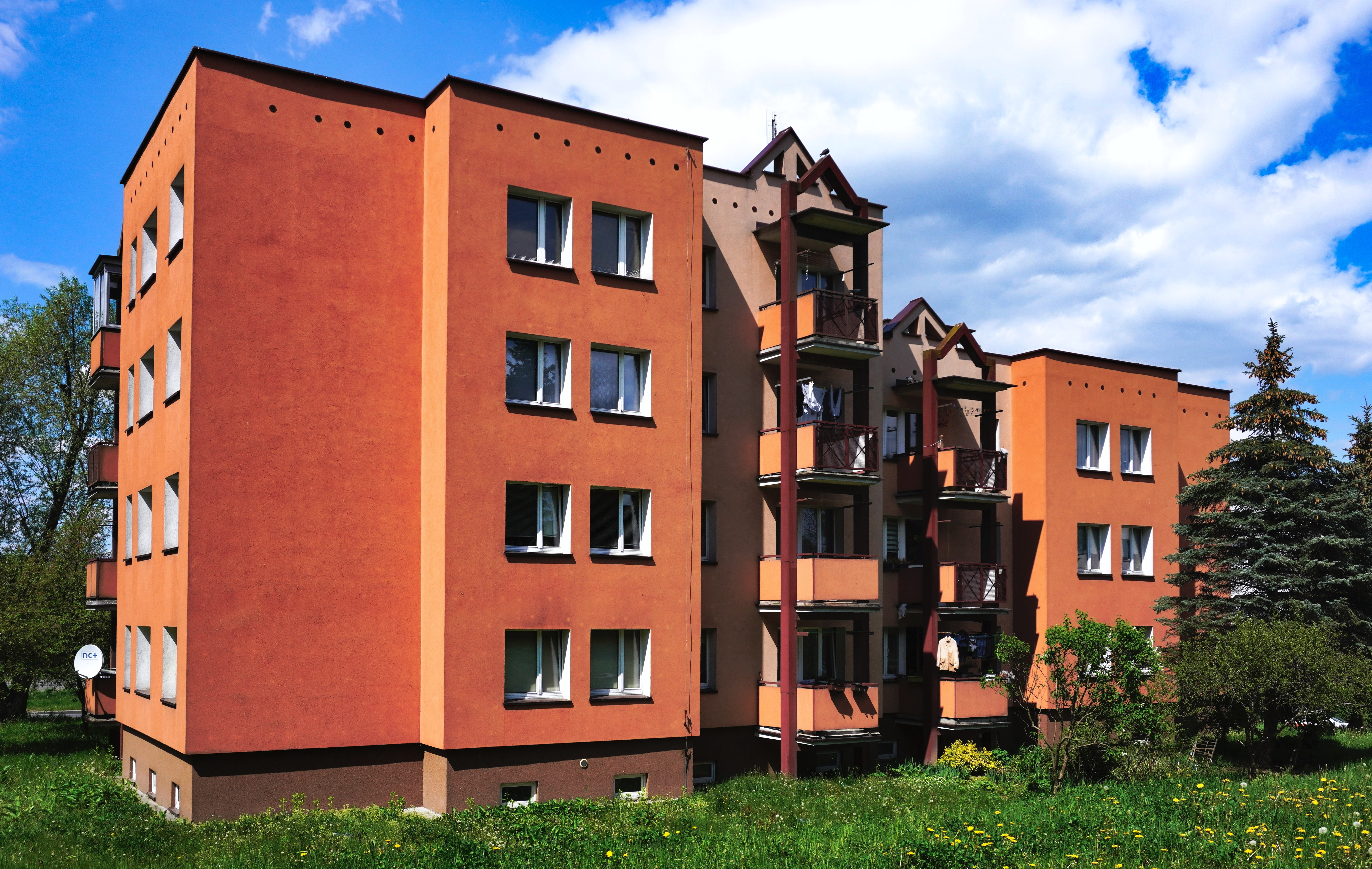
Wnętrze osiedla, blok przy ul. Rydygiera 5